# 歷史科學
《歷史科學》（朝鲜语：／）是朝鮮民主主義人民共和國的學術雜誌，為朝鮮科學院歷史研究所主辦。於1956年創刊，並發表社論“朝鮮歷史科學的任務”。雜誌宣傳歷史的研究立場和方法，這可看做是代表朝鮮官方的意識形態。同時也介紹新近的歷史研究和考古發現。

## 外部連結
- 朝鲜“历史科学”杂志提出朝鲜历史研究的任务 （页面存档备份，存于）
- 朝鮮科學院歷史科學研究動態 （页面存档备份，存于）